# Троцюк Богдан Якович
Троцюк Богдан Якович (29 грудня 1931, Баку, СРСР — 9 лютого 2009) — радянський, російський композитор. Заслужений діяч мистецтв РРФСР (1987).

## Біографія
Закінчив Московську консерваторію (1957, клас А. Хачатуряна) та аспірантуру (1959).
Автор балету, оперет, симфоній, музики до спектаклів і кінофільмів («Ніжність» (1966), «Закохані» (1969), «Балада про Берінга і його друзів» (1970), «Літні сни» (1972, «З тобою і без тебе» (1973), «Варіант „Омега“» (1975), «Суєта суєт» (1979), «Дами запрошують кавалерів» (1980), «Прихід Місяця» (1987), тощо).
Серед них — музика до українських стрічок: «Особиста думка» (1968), «Відповідна міра» (1974).